# دينيس كوغلان
دينيس كوغلان (بالإنجليزية: Denis Coughlan)‏ هو لاعب كرة القدم الغالية أيرلندي، ولد في 7 يونيو 1945 في Blackpool, Cork ‏ في جمهورية أيرلندا.